# 欽定越史通鑑綱目

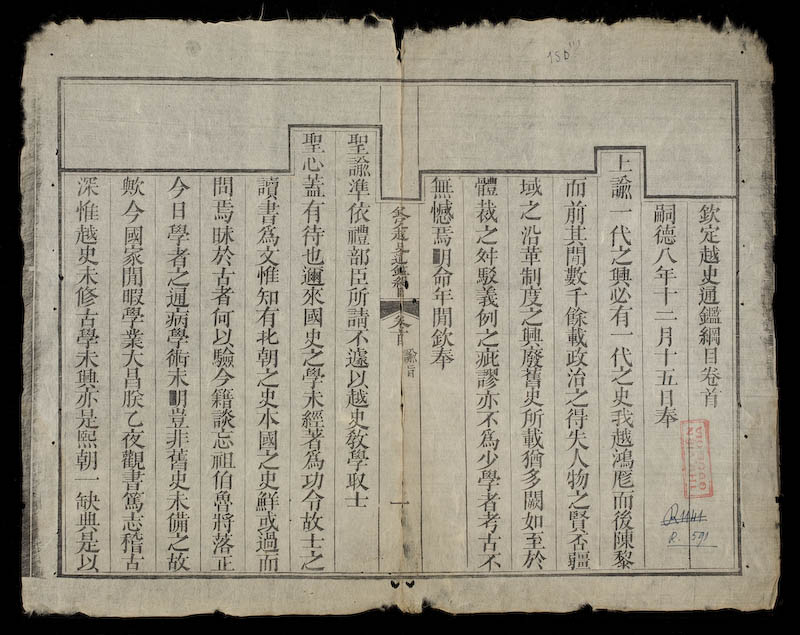
《欽定越史通鑑綱目》卷首

《欽定越史通鑑綱目》（越南语：／），是越南史籍之一，53卷，採編年體，用漢語文言文編寫。於越南阮翼宗嗣德八年（1856年），由潘清簡（越南语：／，1796年–1867年）開始修撰，其後數次續修，至阮簡宗建福元年（1884年）始行刊布。

## 編修過程
《欽定越史通鑑綱目》，是越南阮朝官方修史的一項產物。1856年，阮翼宗基於對學術研究的莫大興趣，乃下令編纂《欽定越史通鑑綱目》，由潘清簡負責修史工作。
據學者馮承鈞所說，該書在1859年完成，其後於1871、1872、1878等年續修，至建福元年（1884）始行刊布。

## 內容
《欽定越史通鑑綱目》是在《大越史記全書》的基礎上，參考中國史籍和越南其他史書，仿中國宋代朱熹的綱目體，分為綱與目，按年、月、日記錄史實，並為人物作傳略，以及為人名、地名和生僻字詞作注釋。
該書分為前編與正編兩部份：
- 卷首，1卷。包括諭旨和奏議、凡例、進表、目錄、職名。
- 前編，5卷。記述從傳說中的「雄王」時期至公元967年十二使君時期的歷史。
- 正編，47卷。記述從丁先皇元年（968年）至後黎朝昭統三年（1789年）的史實。[3]

- 卷1 起壬戌鴻庬氏元年（前2879）尽己巳趙哀王元年（前112）凡二千七百六十八年
- 卷2 起庚午趙王建德元年（前111）尽丁亥漢建安十二年（207）凡三百一十八年
- 卷3 起庚寅漢建安十五年（210）尽癸卯梁普通四年（523）凡三百一十四年
- 卷4 起辛酉梁大同七年（541）尽辛巳唐咸通二年（861）凡三百二十一年
- 卷5 起壬午唐咸通三年（862）尽丁卯宋乾德五年（967）凡一百零六年

- 卷1 起戊辰丁先皇元年（968）盡丁未黎帝龍鋌應天十四年（1007）凡四十年
- 卷2 起戊申黎帝龍鋌景瑞元年（1008）盡己卯李太宗乾符有道元年（1039）凡三十二年
- 卷3 起庚辰李太宗乾符有道二年（1040）盡辛未李仁宗廣祐七年（1091）凡五十二年
- 卷4 起壬申李仁宗會豐元年（1092）盡己巳李英宗大定十年（1149）凡五十八年
- 卷5 起庚午李英宗大定十一年（1150）盡乙酉李昭皇天彰有道二年（1225）凡七十六年
- 卷6 起丙戌陳太宗建中二年（1226）盡戊午陳太宗元豐八年（1258）凡三十三年
- 卷7 起己未陳聖宗紹隆二年（1259）盡丙戌陳仁宗重興二年（1286）凡二十八年
- 卷8 起丁亥陳仁宗重興三年（1287）盡丁未陳英宗興隆十五年（1307）凡二十一年
- 卷9 起戊申陳英宗興隆十六年（1308）盡己丑陳裕宗紹豐九年（1349）凡四十二年
- 卷10 起庚寅陳裕宗紹豐十年（1350）盡癸亥陳帝晛昌符七年（1383）凡三十四年
- 卷11 起甲子陳帝晛昌符八年（1384）盡壬午胡漢蒼紹成二年（1402）凡十九年
- 卷12 起癸未胡漢蒼開大元年（1403）盡丁酉屬明永樂十五年（1417）凡十五年
- 卷13 起戊戌平定王黎利元年（1418）盡丙午平定王黎利九年（1426）凡九年
- 卷14 丁末平定王黎利十年（1427）凡一年
- 卷15 起戊申黎太祖順天元年（1428）盡癸丑黎太祖順天六年（1433）凡六年
- 卷16 起甲寅黎太宗紹平元年（1434）盡丙辰黎太宗紹平三年（1436）凡三年
- 卷17 起丁巳黎太宗紹平四年（1437）盡丁卯黎仁宗大和五年（1447）凡十一年
- 卷18 起戊辰黎仁宗大和六年（1448）盡己卯黎仁宗延寧六年（1459）凡十二年
- 卷19 起庚辰黎聖宗光順元年（1460）盡乙酉黎聖宗光順六年（1465）凡六年
- 卷20 起丙戌黎聖宗光順七年（1466）盡丁亥黎聖宗光順八年（1467）秋九月凡一年有奇
- 卷21 起丁亥黎聖宗光順八年（1467）冬十月盡庚寅黎聖宗洪德元年（1470）凡三年有奇
- 卷22 起辛卯黎聖宗洪德二年（1471）盡甲午黎聖宗洪德五年（1474）凡四年
- 卷23 起乙未黎聖宗洪德六年（1475）盡甲辰黎聖宗洪德十五年（1484）凡十年
- 卷24 起乙巳黎聖宗洪德十六年（1485）盡己未黎憲宗景統二年（1499）凡十五年
- 卷25 起庚申黎憲宗景統三年（1500）盡己巳黎威穆帝端慶五年（1509）凡十年
- 卷26 起庚午黎襄翼帝洪順二年（1510）盡黎昭宗光紹四年（1519）凡十年
- 卷27 起庚辰黎昭宗光紹五年（1520）盡戊申黎莊宗元和十六年（1548）凡二十九年
- 卷28 起己酉黎中宗順平元年（1549）盡壬申黎英宗洪福元年（1572）凡二十四年
- 卷29 起癸酉黎英宗洪福二年（1573）盡壬辰黎世宗光興十五年（1592）凡二十年
- 卷30 起癸巳黎世宗光興十六年（1593）盡己亥黎世宗光興二十二年（1599）凡七年
- 卷31 起庚子黎敬宗愼德元年（1600）盡癸未黎神宗陽和九年（1643）凡四十四年
- 卷32 起甲申黎眞宗福泰二年（1644）盡壬寅黎神宗萬慶元年（1662）凡十九年
- 卷33 起癸卯黎玄宗景治元年（1663）盡乙卯黎嘉宗德元二年（1675）凡十三年
- 卷34 起丙辰黎熙宗永治元年（1676）盡乙酉黎熙宗正和二十六年（1705）凡三十年
- 卷35 起丙戌黎裕宗永盛二年（1706）盡辛丑黎裕宗保泰二年（1721）凡十六年
- 卷36 起壬寅黎裕宗保泰三年（1722）盡丁未黎裕宗保泰八年（1727）凡六年
- 卷37 起戊申黎裕宗保泰九年（1728）盡乙卯黎純宗龍德四年（1735）凡八年
- 卷38 起丙辰黎懿宗永佑二年（1736）盡庚申黎懿宗永佑六年（1740）凡五年
- 卷39 起辛酉黎顯宗景興二年（1741）盡癸亥黎顯宗景興四年（1743）凡三年
- 卷40 起甲子黎顯宗景興五年（1744）盡己巳黎顯宗景興十年（1749）凡六年
- 卷41 起庚午黎顯宗景興十一年（1750）盡丙子黎顯宗景興十七年（1756）凡七年
- 卷42 起丁丑黎顯宗景興十八年（1757）盡丙戌黎顯宗景興二十七年（1766）凡十年
- 卷43 起丁亥黎顯宗景興二十八年（1767）盡辛卯黎顯宗景興三十二年（1771）凡五年
- 卷44 起壬辰黎顯宗景興三十三年（1772）盡丙申黎顯宗景興三十七年（1776）凡五年
- 卷45 起丁酉黎顯宗景興三十八年（1777）盡壬寅黎顯宗景興四十三年（1782）凡六年
- 卷46 起癸卯黎顯宗景興四十四年（1783）盡丙午黎顯宗景興四十七年（1786）凡四年
- 卷47 起丁未黎愍帝昭統元年（1787）盡己酉黎愍帝昭統三年（1789）凡三年

## 引用
1. ↑  陳仲金《越南史略》，第354頁。
2. ↑  馮承鈞《西域南海史地考證論著彙輯·安南書錄》，第228頁。
3. ↑  《東南亞歷史詞典·「欽定越史通鑑綱目」條》，第317頁。

## 外部連結
- 《欽定越史通鑑綱目》卷首、前編（.   [2012-02-13]. （原始内容存档于2012-06-06）.）
  - 卷首、卷之一 （页面存档备份，存于）
  - 卷之二至卷之五 （页面存档备份，存于）
- 《欽定越史通鑑綱目》正編（.   [2012-02-13]. （原始内容存档于2012-06-06）.）
  - 卷之一至卷之二 （页面存档备份，存于）
  - 卷之三至卷之四 （页面存档备份，存于）
  - 卷之五至卷之六 （页面存档备份，存于）
  - 卷之七至卷之八 （页面存档备份，存于）
  - 卷之九至卷之十 （页面存档备份，存于）
  - 卷之十一至卷之十二 （页面存档备份，存于）
  - 卷之十三至卷之十四 （页面存档备份，存于）
  - 卷之十五至卷之十六 （页面存档备份，存于）
  - 卷之十七至卷之十八 （页面存档备份，存于）
  - 卷之十九至卷之二十
  - 卷之二十一至卷之二十二
  - 卷之二十三至卷之二十四
  - 卷之二十五至卷之二十六 （页面存档备份，存于）
  - 卷之二十七至卷之二十八 （页面存档备份，存于）
  - 卷之二十九至卷之三十 （页面存档备份，存于）
  - 卷之三十一至卷之三十二 （页面存档备份，存于）
  - 卷之三十三至卷之三十六 （页面存档备份，存于）
  - 卷之三十七至卷之四十一 （页面存档备份，存于）
  - 卷之四十二至卷之四十五 （页面存档备份，存于）
  - 卷之四十六至卷之四十七 （页面存档备份，存于）
- （越南文）. （原始内容存档于2011-07-30）.